# バビチ・ミハーイ
バビチ・ミハーイ（Babits Mihály、1883年11月26日－1941年8月4日）は、ハンガリーの詩人、小説家、翻訳家。
1901年から1905年までブダペシュト大学にて学んだ。在学中には、コストラーニ・デジェー、ユハース・ジュラと出逢っている。もともと教師を目指しており、バヤ（Baja）（1905～1906年）、セゲド（1906年～1908年）、ファガラシュ（1908年～1911年）、ウーイペシュト（Újpest）（1911年）、ブダペシュト（1912年～1918年）の教師を歴任した。
詩的業績が文学史に刻まれるのは、1908年以降の事である。この年の夏、彼はイタリアに旅行し、ダンテに興味を持った。その後も度々イタリアを訪れたが、この経験がきっかけとなり、『神曲』を翻訳する事となる。地獄篇は1913年、煉獄篇は1920年、天国篇は1923年に訳された。
1918年の革命の直後、ブダペシュト大学の教授に就任し、世界文学とハンガリー現代文学を担当。しかし間もなく革命政府は凋落し、反戦主義者だったバビチは左遷されてしまう。
1911年以降、継続的に「ニュガト」への投稿を行うようになる。
1921年、Ilona Tannerと結婚。Ilonaは後にSophie Törökkの名で詩集を出している。
1923年、エステルゴムへ移住。1927年にはキシュファルディ協会（Kisfaludy Társaság）のメンバーとなるとともに、バウムガルテン賞のキュレーターとなる。
1929年、『ニュガト』の編集長に就任、1933年まではモーリツ・ジグモンド（Móricz Zsigmond）と共に務める。その後、死去するまでこの栄誉ある地位に留まることとなった。
1937年、医師より喉頭癌の宣告を受ける。

## 創作活動
古典文学とイギリス文学に影響を受けた抒情詩で知られる。その他、論文執筆活動、翻訳活動も行った。翻訳した文献は英語、フランス語、ドイツ語、ギリシア語、イタリア語、およびラテン語。